# Ramon Casas i Pere Romeu en un tàndem
Ramon Casas i Pere Romeu en un tàndem és una pintura a l'oli realitzada per Ramon Casas el 1897 a Barcelona i que actualment es troba exposada al Museu Nacional d'Art de Catalunya de Barcelona.
Aquesta pintura va decorar les parets d'Els Quatre Gats, centre de reunió dels modernistes, des de la seva obertura el 1897 fins al canvi de segle, i que era regentat per Pere Romeu i Borràs. L'obra penjava de la paret principal, sobre la llarga taula al voltant de la qual s'asseien Casas i Santiago Rusiñol i, al costat d'ells, una sèrie de joves artistes que iniciaven la seva carrera i que en pocs anys passarien a ocupar els primers llocs de l'art del nostre país -com Isidre Nonell, Joaquim Mir, Ricard Canals o Manolo, entre d'altres-, o a liderar el canvi que es produiria pocs anys després en l'art europeu, -com Picasso-. Per a tots ells, aquesta pintura va haver de ser una imatge molt més familiar que la que el 1900 la va substituir i que representa els mateixos personatges conduint un automòbil, ja que en aquell moment s'havia produït ja la desbandada dels contertulians joves cap a París. Pel que sembla, la substitució de la pintura amb Romeu i Casas en un tàndem per la qual els representa en un cotxe es va produir amb motiu del canvi de segle per considerar que l'automòbil era un vehicle més propi del segle xx.

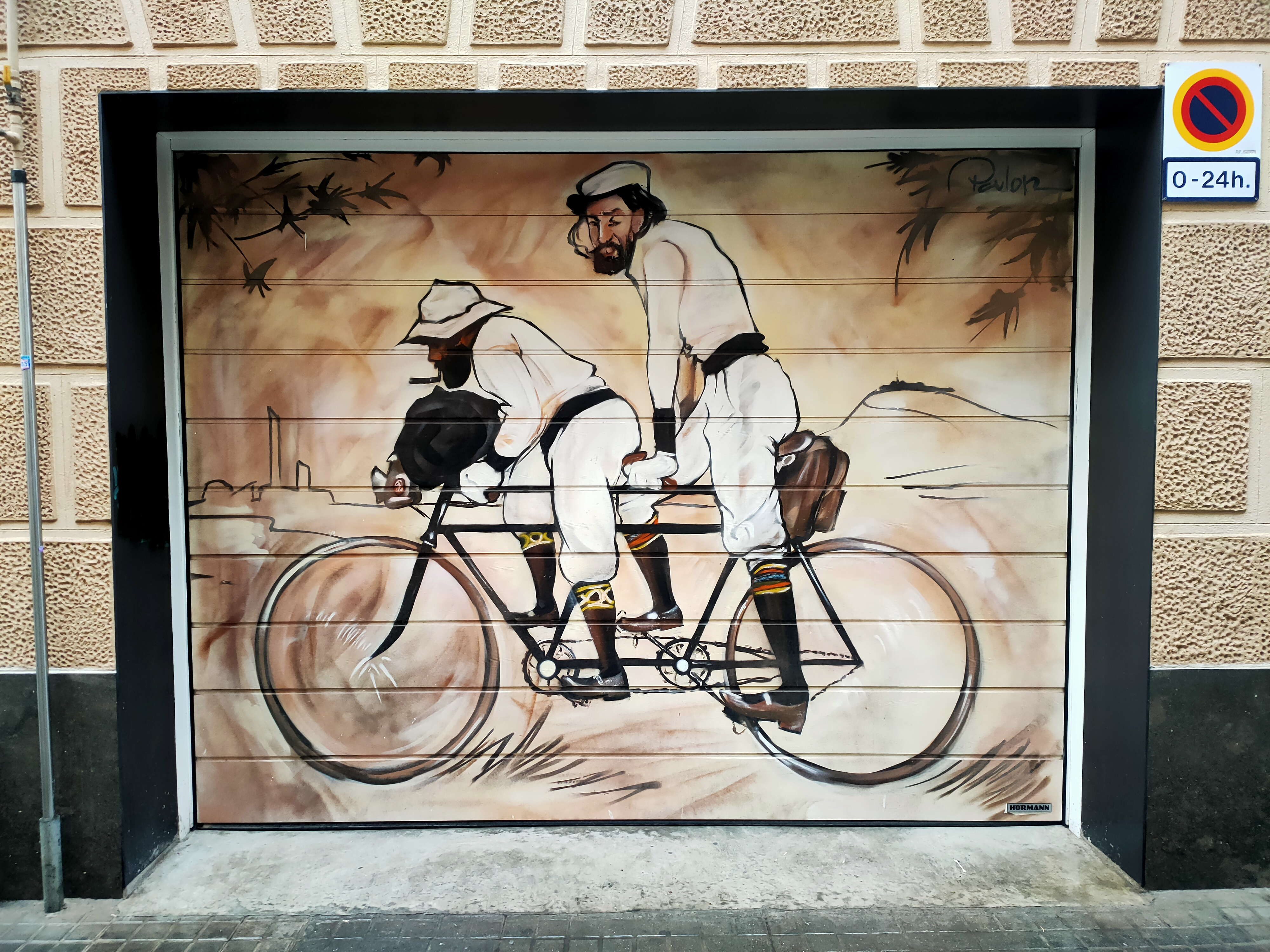
Mural de reproducció a Barcelona (2022)

La crítica ha considerat l'obra "un exemple paradigmàtic del nou llenguatge de síntesi que postulava Casas, una combinació ideal entre pintura i cartell, que superava els codis visuals de dues disciplines en un intent de formular una simbiosi perfecta".
Al quadre, Ramon Casas amb pipa, és qui va davant del tàndem, i Pere Romeu, alt i llarguerut seu darrera. Al cantó superior dret de la pintura s'hi pot llegir: «Per anar am[b] bicicleta no es pot du[r] l'esquena dreta».

## Exposicions
L'obra forma part de la col·lecció permanent del MNAC, però s'ha exposat en museus de renom com el Metropolitan Museum of Art, com a peça integrant de l'exposició Barcelona & Modernity, que va tenir lloc durant el 2006 al museu de Nova York. En aquesta mostra, també es van poder veure altres obres com La Masia de Joan Miró, Bal du Moulin de la Galette de Ramon Casas i el Desconsol de Josep Llimona, entre d'altres.
| Any       | Museu o espai                        | Ciutat           | Títol                                                       | Referència |
| --------- | ------------------------------------ | ---------------- | ----------------------------------------------------------- | ---------- |
| 1897-1900 | Els Quatre Gats                      | Barcelona        |                                                             |            |
| 1958      | Palau de la Virreina                 | Barcelona        | Ramon Casas                                                 |            |
| 1969      | Casón del Buen Retiro                | Madrid           | El Modernismo en España                                     |            |
| 1970      | Museu d'Art Modern                   | Barcelona        | El Modernismo en España                                     |            |
| 1978      | Princeton University Art Museum      | Princeton        | Els Quatre Gats. Art in Barcelona around 1900               | [ 3 ]      |
| 1978      | Smithsonian Institution              | Washington, D.C. | Els Quatre Gats. Art in Barcelona around 1900               | [ 3 ]      |
| 1979      | Palazzo Medici Riccardi              | Florència        | Picasso e dintorni. I Quattro Gatti. Il Modernismo catalano |            |
| 1980      | Palacio de Velázquez                 | Madrid           | Cien años de cultura catalana 1880-1980                     |            |
| 1981-1982 | Saló del Tinell                      | Barcelona        | Picasso i Barcelona 1881-1981                               |            |
| 1982      | Museo de Arte Moderno de Madrid      | Madrid           | Picasso i Barcelona 1881-1981                               |            |
| 1982      | Museu Picasso                        | Barcelona        | Picasso i Barcelona 1881-1981                               |            |
| 1982      | Palau de la Virreina                 | Barcelona        | Exposició Ramon Casas                                       |            |
| 1983      | Museu d'Art Modern                   | Barcelona        | Els autoretrats del Museu d'Art Modern                      |            |
| 1984      | Musée des Beaux-Arts de Bordeaux     | Bordeus          | 50 ans d'art espagnol 1880-1936                             |            |
| 1985-1986 | Hayward Gallery                      | Londres          | Homage to Barcelona. The city and its art 1888-1936         | [ 4 ]      |
| 1987      | Palau de la Virreina                 | Barcelona        | Homage to Barcelona. The city and its art 1888-1936         | [ 4 ]      |
| 1987      | The Prefectural Museum of Modern Art | Kobe             | Homage to Barcelona. The city and its art 1888-1936         | [ 4 ]      |
| 1987      | The Museum of Modern Art, Kamakura   | Kamakura         | Homage to Barcelona. The city and its art 1888-1936         | [ 4 ]      |
| 1987      | Museum of Fine Arts, Gifu            | Gifu             | Homage to Barcelona. The city and its art 1888-1936         | [ 4 ]      |
| 1990-1991 | Barcelona Museum of Modern Art       | Barcelona        | El Modernisme                                               |            |
| 1992      | Palau Robert                         | Barcelona        | Art i esport a Catalunya                                    |            |
| 1995-1996 | Museu Picasso                        | Barcelona        | Picasso i els 4 Gats. La clau de la modernitat              |            |
| 2001      | MNAC                                 | Barcelona        | Ramon Casas. El pintor del moderinsme                       | [ 5 ]      |
| 2001      | Mapfre Vida Fundación Cultural       | Madrid           | Ramon Casas. El pintor del moderinsme                       | [ 5 ]      |
| 2001      | Galeries Nationales du Grand Palais  | París            | Paris Barcelone de Gaudi a Miro                             |            |
| 2002      | Museu Picasso                        | Barcelona        | Paris Barcelona 1888-1937                                   |            |
| 2006-2007 | Cleveland Museum of Art              | Cleveland (Ohio) | Barcelona and Modernity: Picasso, Gaudi, Miro, and Dali     | [ 6 ]      |
| 2007      | Metropolitan Museum of Art           | New York         | Barcelona and Modernity: Picasso, Gaudi, Miro, and Dali     | [ 6 ]      |